# صلاح الدين الشيخلي
الدكتور صلاح الدين الشيخلي هو اقتصادي عراقي، شغل منصب رئيس الجهاز المركزي للإحصاء في العراق، كما شغل منصب محافظ البنك المركزي العراقي للفترة 11 أيار 1976 إلى 1 تموز 1976.